# Ellen Gracie
Ellen Gracie Northfleet GCRB • GOMM (Rio de Janeiro, 16 de fevereiro de 1948) é uma professora, acadêmica, antropóloga, jurista, magistrada e socióloga brasileira. Por indicação do presidente Fernando Henrique Cardoso, foi ministra do Supremo Tribunal Federal de 2000 a 2011, sendo a primeira mulher nesse cargo e exercendo a presidência da corte no biênio 2006-2008.

## Início da carreira jurídica
Iniciou os estudos acadêmicos na Faculdade de Direito da então Universidade do Estado da Guanabara (atual Universidade do Estado do Rio de Janeiro; UERJ), tendo concluído, em 1970, no Rio Grande do Sul, o Curso de Bacharelado em Ciências Jurídicas e Sociais pela Faculdade de Direito da Universidade Federal do Rio Grande do Sul. Graduou-se, em nível de especialização, em Antropologia Social, pela Universidade Federal do Rio Grande do Sul (1980-1982).

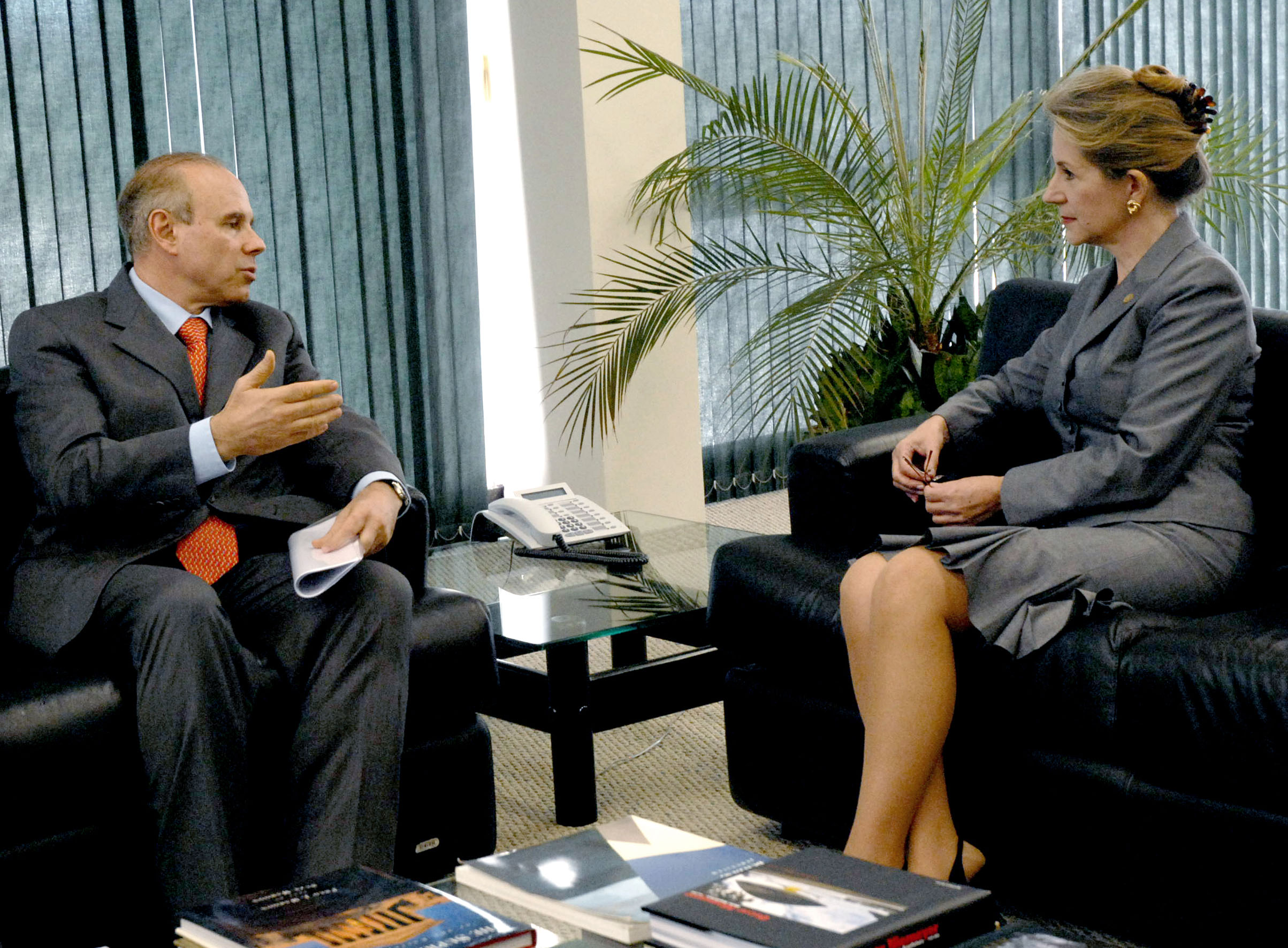
A ministra Ellen Gracie recebe o Ministro da Fazenda, Guido Mantega

Exerceu a advocacia liberal, inicialmente como estagiária e, após a colação de grau, no foro de Porto Alegre. Ingressou no serviço público ao ser nomeada para o cargo em comissão de Assistente Técnico, junto ao gabinete do Consultor-Geral do Estado do Rio Grande do Sul, permanecendo de 11 de outubro de 1971 a 25 de outubro de 1973, período em que editou a Revista da Consultoria-Geral.
Foi aprovada, em 1983, mediante Concurso Público de Provas e Títulos para o provimento de vaga de Professor-horista no departamento de Direito Privado e Processual Civil da Faculdade de Direito da Universidade Federal do Rio Grande do Sul.
Também em concurso da mesma natureza, realizado em 1987, foi aprovada docente do Centro de Ciências Jurídicas da Universidade do Vale do Rio dos Sinos, na disciplina de Direito Constitucional.
Durante o ano letivo de 1991/1992, foi bolsista do Programa Fulbright do Governo dos Estados Unidos — Hubert Humphrey Fellowship Program, com vinculação acadêmica à American University, Washington D.C. School of Public Affairs — Department of Justice, Law & Society, onde cursou Complex Organizational Theories in Court Systems and Legal Organizations e Court Management Practices.
Foi jurista em residência na Biblioteca do Congresso dos Estados Unidos, tendo participado da elaboração do Projeto GLIN — Global Legal Information Network.

### Ministério Público Federal
Aprovada em concurso público de provas e títulos para o cargo de procuradora da República de terceira categoria, foi nomeada em 5 de novembro de 1973, tomando posse e entrando em exercício no dia 7 do mesmo mês. Foi promovida à segunda categoria em 12 de março de 1974, passando à primeira categoria, por antiguidade, em 28 de maio de 1980, cargo que exerceu até 30 de março de 1989.
Integrou o Conselho Penitenciário do Rio Grande do Sul, de 31 de março de 1976 a 14 de março de 1978, e foi membro do Conselho Deliberativo da Superintendência do Desenvolvimento da Região Sul (SUDESUL), como representante do Ministério da Justiça.
Durante a permanência no Ministério Público Federal exerceu o cargo de procuradora regional eleitoral substituta em sessões do Tribunal Regional Eleitoral.

### Tribunal Regional Federal da 4ª Região
Em 22 de março de 1989, foi nomeada para o cargo de desembargadora do Tribunal Regional Federal da 4ª Região (TRF-4), por meio do quinto constitucional, em vaga destinada a membros do Ministério Público Federal, tomando posse e entrando em exercício em 31 do mesmo mês, sendo indicada pelo Plenário, nessa data, para compor a Comissão Elaboradora do Regimento Interno da Corte. Escolhida em reunião plenária do TRF-4ª Região, de 22 de agosto de 1990, integrou o Tribunal Regional Eleitoral do Estado do Rio Grande do Sul no biênio 1990-1992. Participou da Comissão de Estudos e Cursos do TRF-4ª Região, dedicada ao aperfeiçoamento de magistrados.
Integrou a Comissão Permanente de Magistrados do Centro de Estudos Judiciários do Conselho da Justiça Federal, como representante do TRF-4ª Região, exercendo a função até 9 de dezembro de 1994.
A partir de 10 de outubro de 1994, passou a compor o Conselho de Administração do TRF-4ª Região. Membro integrante da 1ª Turma do Tribunal, desde a sua criação, passou a presidir a 4ª Turma (especializada em Previdência Social) em dezembro de 1994. Foi eleita pelo Plenário do Tribunal Regional Federal da 4ª Região, em sessão de 31 de maio de 1995, para exercer o cargo de Vice-Presidente do Tribunal, tomando posse em 21 de junho de 1995.
Em sessão plenária de 28 de maio de 1997, foi eleita para exercer o cargo de Presidente do Tribunal Regional Federal da 4ª Região, no biênio 1997-1999, tomando posse em 20 de junho de 1997, tendo dedicado sua gestão às metas de ampliação e interiorização da Justiça Federal de Primeira Instância e à racionalização dos serviços e praxes judiciários. Ao término da gestão, passou a presidir a 1ª Turma do Tribunal Regional Federal da 4ª Região.

## Ministra do STF

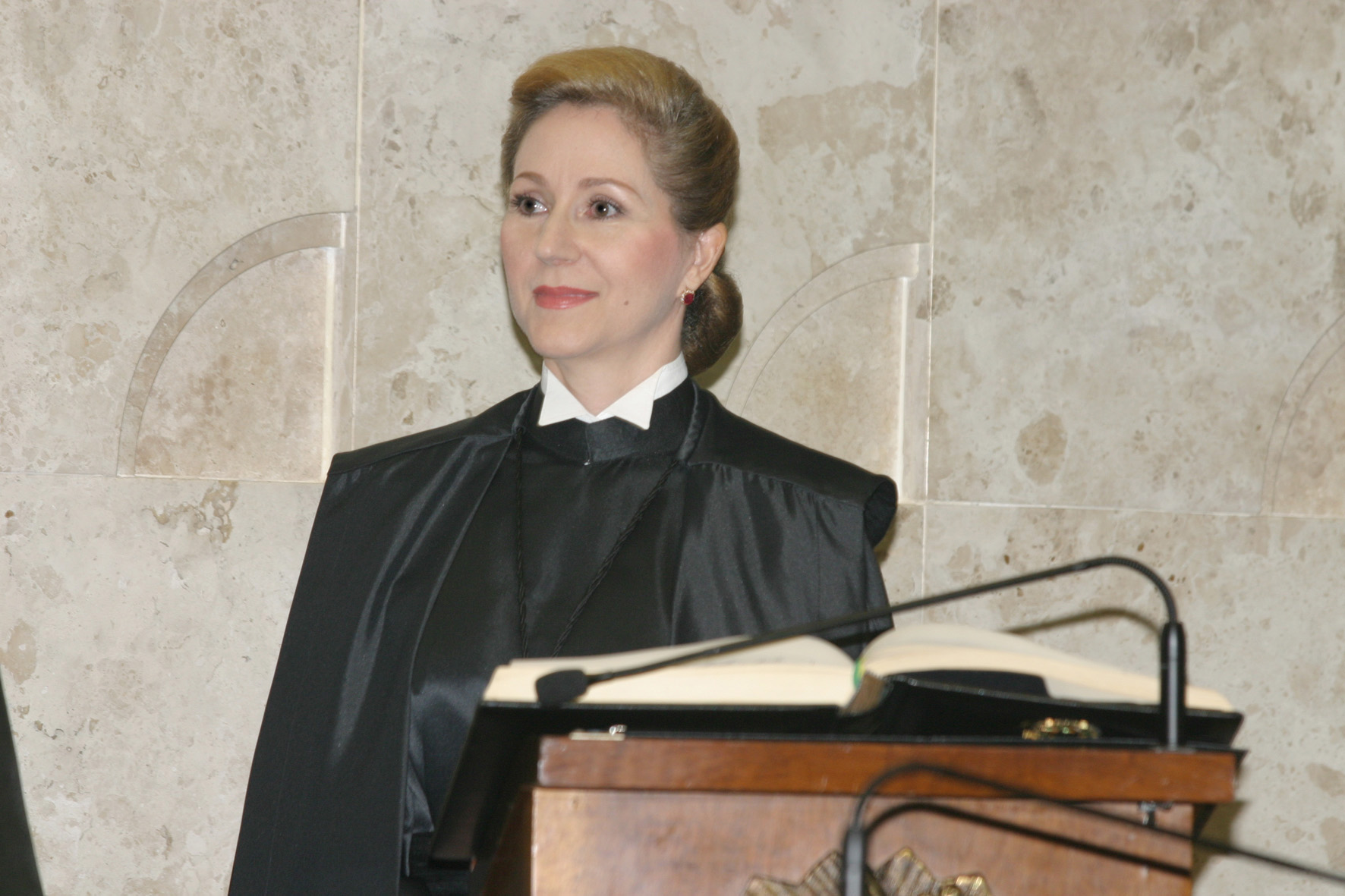
Ellen Gracie durante sua cerimônia de posse como presidente do STF em 27 de abril de 2006

Por decreto de 23 de novembro de 2000, publicado no Diário Oficial do dia imediato, foi nomeada, pelo presidente Fernando Henrique Cardoso, para exercer o cargo de ministra do Supremo Tribunal Federal (STF), na vaga decorrente da aposentadoria do ministro Octavio Gallotti.
Tomou posse em 14 de dezembro de 2000, tornando-se a primeira mulher a integrar a Suprema Corte do Brasil desde a sua criação. Foi também eleita juíza substituta do Tribunal Superior Eleitoral em sessão de 8 de fevereiro de 2001 e, em 20 de fevereiro de 2003, foi eleita e tomou posse como vice-presidente da Corte eleitoral.
Em 21 de dezembro de 2000, às vésperas de ser aprovada pelo plenário do Senado Federal, o relator da indicação, José Fogaça (PMDB-RS), o primeiro senador a falar, pronunciou: "Já não era sem tempo. Hoje, as mulheres são maioria em todas as seccionais da OAB".
Em 2004, recebeu críticas do movimento feminista por ter votado contra a manutenção de uma liminar que havia liberado a interrupção da gravidez de fetos com anencefalia. Sobre o episódio, declarou que seu voto foi estritamente técnico e que, neste caso, não cabia liminar. Ao ser perguntada sobre um possível dilema ético entre essa decisão e o fato de ter sido indicada para o STF com o apoio de entidades feministas, declarou que "O fato de merecer o apoio do movimento feminista só me engrandece". Todavia, disse não ter se sentido pressionada a adotar uma posição por ter recebido esse apoio. Foi eleita presidente do STF em sessão de 15 de março de 2006, para o biênio 2006-2008, com posse no dia 27 de abril de 2006.
Admitida à Ordem do Mérito Militar em 1996 no grau de Oficial especial pelo presidente Fernando Henrique Cardoso, Ellen foi promovida pelo mesmo em 2002 ao grau de Grande-Oficial. Em 2006 foi novamente condecorada, dessa vez pelo presidente Luiz Inácio Lula da Silva, à honraria máxima da Ordem de Rio Branco, a Grã-Cruz, por seus méritos como presidente do STF.

## Aposentadoria
Em 8 de agosto de 2011, a aposentadoria da ministra foi publicada no Diário Oficial da União (DOU). A ministra deixou o tribunal sem despedida formal e sem haver confirmado oficialmente a decisão de se aposentar na semana anterior à sua saída do cargo. Ellen Gracie só teria de deixar o tribunal compulsoriamente ao completar 70 anos de idade.
Com sua saída, a Associação dos Juízes Federais do Brasil (AJUFE) divulgou nota pública solicitando que seja indicado um representante da magistratura federal para ocupar o lugar vago da ministra. Ellen Gracie não é magistrada de carreira, tendo se tornado desembargadora do TRF-4 por meio do Quinto constitucional para membros do Ministério Público. Foi membro independente do Conselho de Administração da OGX Petróleo e Gás Participações S.A., da LLX Logística S.A. até 21 de junho de 2013 e exerce cargo de membro do Conselho de Administração do The World Justice Project. [carece de fontes?]
Em maio de 2016, foi convidada pelo presidente em exercício Michel Temer a assumir a Controladoria-Geral da União porém recusou a oferta.
No dia 5 de agosto de 2016, foi uma das oito pessoas, junto de atletas e notáveis, a carregar a bandeira olímpica na cerimônia de abertura dos Jogos Olímpicos do Rio de Janeiro.
No dia 12 de junho de 2020 foi eleita para o cargo de membro titular do Conselho de Administração da IRB Brasil Resseguros SA, sendo considerada conselheira independente, com mandato até a Assembleia Geral Ordinária de 2021.

## Condecorações
No ano de 2004, recebeu a Medalha Moisés Viana do Mérito Eleitoral, concedida pelo Tribunal Regional Eleitoral do Rio Grande do Sul.